# Прието, Плинио
Плинио Прието Руис (исп. Plinio Prieto Ruiz; 21 июня 1923, Санта-Клара — 13 октября 1960, Эскамбрай) — кубинский революционер, капитан революционной армии, участник свержения Батисты и антикоммунистического Восстания Эскамбрай. Один из организаторов Второго национального фронта. После победы Кубинской революции выступил против режима Фиделя Кастро, примкнул к вооружённому повстанческому движению. Взят в плен, приговорён к смертной казни и расстрелян.

## В революции против Батисты
Родился в семье врачей, был третьим из четырёх братьев и сестёр. В детстве с семьёй жил в Нью-Йорке, там учился в начальной школе (с тех пор владел английским языком как родным испанским). Вернувшись на Кубу, учился в католическом Колледже братьев Маристов и в Институте второго образования Гаваны. Затем поступил на юридический факультет Гаванского университета. Двенадцать лет Плинио Прието работал преподавателем английского языка.
Политически Плинио Прието был убеждённым сторонником демократии, выступал против режима Фульхенсио Батисты. Состоял в оппозиционной Аутентичной организации. Был отстранён от преподавания по политическим мотивам. Примкнул к антиправительственному подполью, активно участвовал в Кубинской революции. Организовывал сеть антибатистовской пропаганды и крупные диверсии. Несколько раз арестовывался полицией Батисты, вынужден был перебираться в США и Мексику. Тайно вернувшись на Кубу, присоединился к партизанскому движению Второго национального фронта под командованием Элоя Гутьерреса Менойо и Уильяма Моргана. Участвовал в боях с войсками Батисты. Получил в революционной армии звание капитана.

## В восстании против Кастро
После победы революции Плинио Прието некоторое время занимал военные посты, пользовался доверием Фиделя Кастро. Командовал правительственным отрядом, направленным на оборону Тринидада от возможного вторжения войск доминиканского диктатора Рафаэля Трухильо. Но демократические и антикоммунистические взгляды Прието быстро привели его к конфликту с Кастро. Он установил связи с Движением революционного восстановления (MRR) и повстанческими группами в Эскамбрае.
Организовал подпольную антиправительственную радиостанцию в эскамбрайском районе Гуанаяра, выступал с призывами к борьбе против режима Кастро. В 1960 Плинио Прието принадлежал к ведущим повстанческим командирам — наряду с Синесио Уолшем, Эвелио Дуке, Освальдо Рамиресом и Эделем Монтьелем. 
Плинио Прието выступал как идеолог и политический организатор антикастровского движения. Старался координировать повстанческие атаки в Эскамбрае с радиопропагандой и политическими акциями Аутентичной организации и MRR в Гаване. При этом он имел оперативные связи в США, в том числе в ЦРУ, позволявшие организовывать логистику и снабжение повстанцев.
Вооружённое сопротивление на первом этапе Восстания Эскамбрай возглавлял Синесио Уолш. Многие другие командиры группировались вокруг его отряда в горном селении Нуэва-Мундо. Прието пытался установить с ним прямой контакт через группу Диосдадо Месы, однако непосредственно соединиться не удавалось. 
В начале сентября 1960 правительственные силы под командованием Мануэля Фахардо и Виталио Акуньи начали массированное наступление на отряд Уолша. Повстанцы, в том числе Плинио Прието, начали расходиться по укрытиям. Органы госбезопасности G-2 узнали о продвижении Прието в провинцию Сьенфуэгос (информацию передал завербованный сподвижник Феликс Уртадо). 
Прието шёл в небольшой группе с тяжёлым радиооборудованием. 1 октября 1960 они столкнулись с отрядом правительственных milicias и после перестрелки захвачены в плен.

## Суд и казнь
Сначала Плинио Прието содержался в тюрьме Топес-де-Кольянтеса (Эскамбрай), затем был переведён в гаванскую тюрьму госбезопасности. Находился в полной изоляции: ему не передавались даже бытовые принадлежности, было отказаны во встрече с адвокатом Бенито Бесадой. Через десять дней Прието был доставлен в Санта-Клару. В составе группы повстанцев он предстал перед судом революционного трибунала. Председательствовал в суде армейский старший лейтенант Олаудио Лопес Кардет, членами суда были армейский капитан Орнедо Родригес Руис, старший лейтенант полиции Леонель Торнес Фардиньо, армейский старший лейтенант Эразмо Аносето Мачадо, армейский лейтенант Хосе Феррер. Обвинение представлял военный прокурор армейский капитан Хуан Эскалона Регуэра.
В городе возникли беспорядки. Демонстрации в поддержку подсудимых разгонялись полицией. Из иностранных корреспондентов на процесс были допущены только советские журналисты (американским было отказано). Политическое решение было принято заранее. Мария Каридад Руис, мать Плинио Прието, пытавшаяся организовать его защиту, впоследствии говорила, что прокурор Эскалона получил директиву о приговоре от Рауля Кастро. Сам Прието отказался давать показания, вёл себя с демонстративным пренебрежительным безразличием, заснул на одном из судебных заседаний.
Ревтрибунал приговорил к смертной казни Синесио Уолша, Хосе Паломино Колона, Анхеля Родригеса дель Соля, Порфирио Ремберто Рамиреса и Плинио Прието. Они были расстреляны поздним вечером 12 октября 1960 на базе milicias Ла-Кампана (иногда называется дата 13 октября — расстрел совершился около полуночи). По свидетельству присутствовавшего при казни католического священника Олегарио де Сифуэнтеса, Прието держался мужественно и саркастично давал указания расстрельной команде. Его последними словами были «Я верю в Бога и в людей».

## Факты о личности
Плинио Прието был женат, имел сына и дочь. Жена Ампаро Посада разделяла взгляды и являлась политической соратницей Прието.
В своей политической деятельности Плинио Прието отличался самостоятельностью мышления и действий. Это часто приводило к серьёзным конфликтам даже с близкими соратниками. По словам Марии Каридад Руис, приказ ликвидировать Прието отдавал Элой Гутьеррес Менойо, но исполнители из личных симпатий к её сыну отказались от этого задания.
Похоронен Плинио Прието на кладбище Санта-Клары. 22 января 1998 Папа Римский Иоанн Павел II отслужил в Санта-Кларе первую мессу на Кубе — невдалеке от места казни.